# San Pietroburgo HC
L'HC Zenit San Pietroburgo (in russo  Гандбольный клуб «Зенит») è la sezione di pallamano maschile della polisportiva Zenit con sede a San Pietroburgo.

## Storia
Fondata nel 1964, la società ha avuto due cambi di denominazione:
- dal 1964 al 1973 era noto come Bolševik;
- dal 1973 al 2022 era noto come Neva;
- dal 2022 ad oggi noto come Zenit San Pietroburgo.

## Palmarès
- Campionato russo di pallamano maschile: 2

1992-93, 2024-25